# Twin Brooks (Dakota del Sur)
Twin Brooks es un pueblo ubicado en el condado de Grant en el estado estadounidense de Dakota del Sur. En el Censo de 2010 tenía una población de 69 habitantes y una densidad poblacional de 65,62 personas por km².

## Geografía
Twin Brooks se encuentra ubicado en las coordenadas 45°12′32″N 96°47′8″O / 45.20889, -96.78556. Según la Oficina del Censo de los Estados Unidos, Twin Brooks tiene una superficie total de 1.05 km², de la cual 1.05 km² corresponden a tierra firme y (0%) 0 km² es agua.

## Demografía
Según el censo de 2010, había 69 personas residiendo en Twin Brooks. La densidad de población era de 65,62 hab./km². De los 69 habitantes, Twin Brooks estaba compuesto por el 100% blancos, el 0% eran afroamericanos, el 0% eran amerindios, el 0% eran asiáticos, el 0% eran isleños del Pacífico, el 0% eran de otras razas y el 0% pertenecían a dos o más razas. Del total de la población el 0% eran hispanos o latinos de cualquier raza.